# Thaumaglossa indiana
Thaumaglossa indiana is een keversoort uit de familie spektorren (Dermestidae). De wetenschappelijke naam van de soort werd in 2004 gepubliceerd door Veer, Chauhan & Singh.